# Åke Edwardson

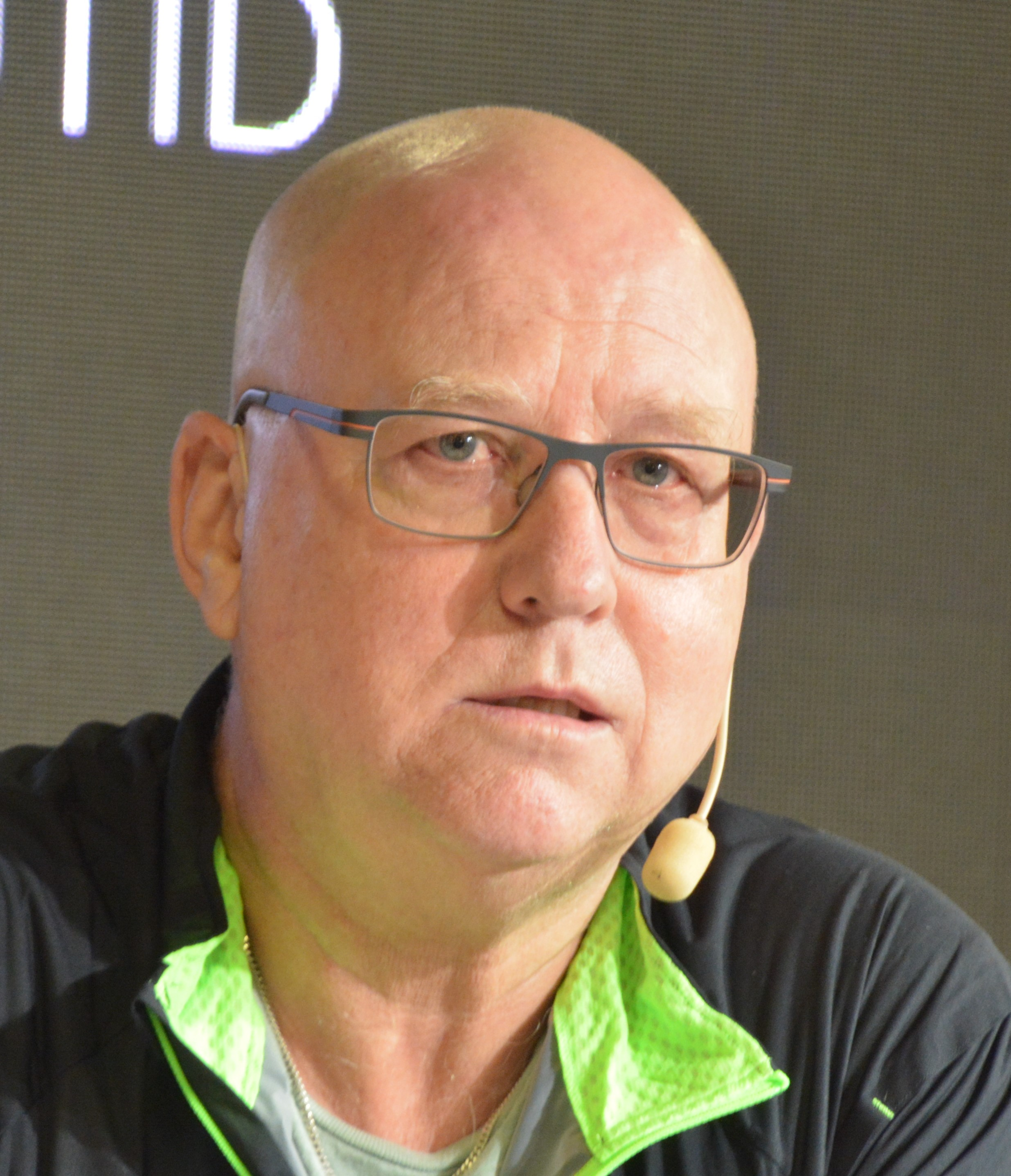
Åke Edwardson (2017)

Åke Edwardson (* 10. März 1953 in Vrigstad südlich von Jönköping) ist ein schwedischer Schriftsteller, der in Deutschland insbesondere als Autor von Kriminalromanen wahrgenommen wird.

## Leben
Edwardson gehört zu den erfolgreichsten schwedischen Krimiautoren, neben Henning Mankell, Liza Marklund, Sjöwall/Wahlöö, Håkan Nesser, Arne Dahl und Stieg Larsson. Letzteren, der wie Edwardson Journalist war, kannte er persönlich sehr gut. Åke Edwardson lebt in Göteborg.
Edwardson arbeitete vor seiner eigentlichen Schriftsteller-Karriere über 20 Jahre als Journalist im Auftrag der UNO im Nahen und Mittleren Osten und auf Zypern und auch als freier Journalist in anderen Erdteilen, schrieb dabei über Sport, Reisen, Literatur und Außenpolitik. Er war Mitverfasser zweier grundlegender Lehrbücher zum Thema Journalistik. An der Universität Göteborg bildete er Journalisten aus.
Seit Mitte der 1990er Jahre schreibt Edwardson Kriminalromane. Alle seine Romane um Kommissar Erik Winter im schwedischen Göteborg sind auch in deutscher Sprache erschienen. Åke Edwardson liest zu den Veröffentlichungen der deutschen Ausgaben seiner Bücher regelmäßig auch in Deutschland. Åke Edwardson spricht deutsch, doch das Vorlesen in Deutsch übernimmt dabei regelmäßig Oliver Mommsen.
In einem SPIEGEL-online-Interview erklärte Edwardson am 21. Juni 2008, nach 10 Folgen um seinen Protagonisten Winter keine weiteren Kriminalromane mehr zu verfassen. Nach vier Jahren Pause erschienen dann aber ab 2012 weitere Kommissar-Winter-Romane.

## Auszeichnungen
- 1995 Schwedischer Krimipreis – Bästa svenska Debut für Till allt som varit dött (dt. Allem, was gestorben war. List, München 2003)
- 1997 Schwedischer Krimipreis – Bästa svenska kriminalroman für Dans med en ängel (dt. Tanz mit dem Engel. Econ & List, München 1999)
- 1999 Landsbygdens Författarpris
- 2001 Schwedischer Krimipreis – Bästa svenska kriminalroman für Himlen är en plats på jorden (dt. Der Himmel auf Erden. Claassen, München 2002)
- 2004 Radio Bremen Krimipreis
- 2010 Deutscher Hörbuchpreis in der Kategorie Das besondere Hörbuch/Bester Krimi für sein Buch Der Himmel auf Erden, gelesen von Matthias Brandt, Regie Wolf-Dieter Fruck (Random House Audio, Köln)

## Werke

### Privatdetektiv-Jonathan-Wide-Reihe
- 1995 Till allt som varit dött
  - Allem, was gestorben war, dt. von Angelika Kutsch; Hamburg: List 2003, ISBN 978-3-548-68054-5.
- 1996 Gå ut min själ
  - Geh aus, mein Herz, dt. von Angelika Kutsch; Berlin: List 2004, ISBN 978-3-548-68064-4.

### Kommissar-Erik-Winter-Reihe
1. 1997 Dans med en ängel
  - Tanz mit dem Engel, dt. von Wolfdietrich Müller; Berlin: Ullstein 2001, ISBN 978-3-548-60186-1.
2. 1998 Rop från långt avstånd
  - Die Schattenfrau, dt. von Wolfdietrich Müller; Berlin: Claassen 2000, ISBN 978-3-546-00235-6.
3. 1999 Sol och skugga
  - Das vertauschte Gesicht, dt. von Angelika Kutsch, Berlin: Claassen 2001, ISBN 978-3-546-00240-0.
4. 2000 Låt det aldrig ta slut
  - In alle Ewigkeit, dt. von Angelika Kutsch; Berlin: Claassen 2002, ISBN 978-3-546-00247-9.
5. 2001 Himlen är en plats på jorden
  - Der Himmel auf Erden, dt. von Angelika Kutsch; Berlin: Claassen 2002, ISBN 3-546-00294-6.
6. 2002 Segel av sten
  - Segel aus Stein, dt. von Angelika Kutsch, Berlin: Claassen 2003, ISBN 978-3-546-00296-7.
7. 2005 Rum nummer 10
  - Zimmer Nr. 10, dt. von Angelika Kutsch, Berlin: Claassen, 2006, ISBN 978-3-546-00295-0.
8. 2006 Vänaste land
  - Rotes Meer, dt. von Angelika Kutsch, Berlin: Ullstein 2008, ISBN 978-3-550-08711-0.
9. 2007 Nästan död man
  - Toter Mann, dt. von Angelika Kutsch, Berlin: Ullstein 2009, ISBN 978-3-550-08712-7.
10. 2008 Den sista vintern
  - Der letzte Winter, dt. von Angelika Kutsch, Berlin: Ullstein 2010, ISBN 978-3-550-08713-4.
11. 2012 Huset vid världens ände
  - Das dunkle Haus, dt. von Angelika Kutsch, Berlin: Ullstein 2014, ISBN 978-3-550-08027-2.
12. 2013 Marconi Park
  - Marconipark, dt. von Angelika Kutsch, Berlin: Ullstein 2015, ISBN 978-3-550-08028-9.
13. 2016 Vintermörker
  - Winterdunkel, dt. von Angelika Kutsch, Berlin: Ullstein 2018, ISBN 978-3-548-29170-3.

### Sonstige
- 1999 Genomresa
  - Der letzte Abend der Saison, dt. von Susanne Dahmann; Berlin: List 2004, ISBN 3-548-60402-1.
- 2003 Jukebox
  - Der Jukebox-Mann, dt. von Angelika Kutsch, Berlin: Claassen 2004, ISBN 3-546-00358-6.
- 2005 Samurajsommar
  - Samuraisommer, dt. von Angelika Kutsch, Hamburg: Carlsen 2006, ISBN 978-3-551-55441-3.
- 2005 Winterland (Geschichtensammlung)
  - Winterland, dt. von Susanne Dahmann, Berlin: List 2003, ISBN 978-3-548-68069-9.
- 2006 Drakmånad
  - Drachenmonat, dt. von Angelika Kutsch, Berlin: List 2009, ISBN 978-3-548-60788-7.
- 2010 Svalorna flyger så högt att ingen längre kan se dem
  - Die Schwalben fliegen so hoch, dass man sie kaum sehen kann, dt. von Angelika Kutsch, Berlin: Ullstein 2016, ISBN 978-3-550-08869-8.
- 2011 Möt mig i Estepona
  - Die Rache des Chamäleons, dt. von Angelika Kutsch, Berlin: Ullstein 2013, ISBN 978-3-8437-0352-9.